# Pregna-4,20-dien-3,6-dion
Pregnadiendion (PDD), ili pregna-4,20-dien-3,6-dion, je steroid ili ferin, ili sintetički feromon. Utvrđeno je da PDD aktivora vomeronazalni organ kod čoveka. Isto tako je utvrđeno da inhalacija ovog materijala utiče na funkcionisanje autonomnog i centralnog sistema muškaraca i da snižava nivoe luteinizirajućeg hormona i testosterona, dok inhalacija kod žena ima malo efekata ili nama efekta.